# Борода (фільм)
«Борода» — український 25-хвилинний ігровий короткометражний фільм режисера Дмитра Сухолиткого-Собчука 2012 року про літнього чоловіка, що доживає віку неодинці у порожньому напівзруйнованому селі в очікуванні доньки, яка приїздить до нього раз на рік.
Фільм вийшов у складі кіноальманаху-збірки короткометражок про гостру соціальну проблему України «Україно, Goodbye!». Прем'єра відбулася 9 червня 2012 року.

## Сюжет
Старий чоловік доживає віку сам у порожньому напівзруйнованому селі. Його ім’я пам’ятає хіба що його донька та сусід Ґєник. Люди в селі, позаочі, називають старого — «Борода». Він чекає свою доньку з-за кордону, котра приїздить раз на рік. Й поки він її чекає – не голиться, через що й виростає борода, яку донька голить раз на рік.

## У ролях
- Зіновій Симчич
- Марія Романова
- Джільберто Форті
- Микола Гоменюк
- Євген Зелінський
- Світлана Скрипник
- Володимир Матейчук
- Ярослав Яреміїк
- В епізодах — жителі села Стецівка, Снятинського району, Івано-Франківської області, а також Джек

## Знімальна команда
- Режисер — Дмитро Сухолиткий-Собчук
- Сценарист — Дмитро Сухолиткий-Собчук
- Оператор — Сергій Крутько
- Художник — Ольга Юрасова
- Звукорежисер — Катерина Герасимчук
- Запис первинної фонограми — Матвій Тебешевський
- Монтаж звуку — Петро Захаров, Владислав Мирошниченко, Сергій Степанський, Артем Мостовий
- Синхронні шуми — Валерій Хілобок, Сергій Сорока
- Монтаж — Андрій Штерн, Дмитро Сухолиткий-Собчук
- Кольорокорекція — Андрій Штерн
- Асистент режисера — Євген Зелінський
- Асистенти оператора — Станіслав Котеленець, Ярослав Левицький
- Директор — Олена Яковіцька
- Продюсери проєкту — Володимир Тихий, Денис Іванов, Ігор Савиченко, Яна Семерня
- Продюсери — Станіслав Данилишин, Дмитро Сухолиткий-Собчук

## Виробництво
Головну роль в фільмі зіграв Зіновій Симчич син відомого українського актора Василя Симчича.
Знімання проходило в селі Стецівка й частково в селах Стецева, Підвисоке та Ясенів Снятинського району Івано-Франківської області. Знімальною технікою забезпечив телеканал міста Чернівці ТОВ МТРК «Чернівці». Приміщення для репетицій: Міський палац дітей та юнацтва міста Чернівці.

## Фестивалі й нагороди
- 2011 — Всеукраїнський конкурс Коронація слова — Головний приз у номінації «Кіносценарії».
- 2011 — Український фестиваль короткометражного кіна «Відкрита ніч. Дубль 15» — Головний приз конкурсу нереалізованих кіносценаріїв.
- 2012 — IV Міжнародний фестиваль короткометражного кіна у Лейдені, Нідерланди; студентська конкурсна програма[3].
- 2012 — Short Film Corner Каннського МКФ.
- 2012 — Український фестиваль короткометражного кіна «Відкрита ніч. Дубль 16»; конкурсна програма — Приз за найкращий сценарій до фільму.
- 2012 — Одеський міжнародний кінофестиваль 2012; Українська національна конкурсна програма.
- VII Міжнародний фестиваль незалежного кіна «Кінолев», українська програма.
- 2012 — 42 Київський МКФ «Молодість (кінофестиваль)», Національний конкурс.
- 2013 — PRIFILMFEST International Film Festival, Prishtina, Republic of Kosova
- 2013 — Tbilisi International Student Film Festival "AMIRANI", Tbilisi, Georgia
- 2013 — Ljubljana International Short Film Festival, Ljubljana, Slovenia
- 2013 — 13th RAI International Festival of Ethnographic Film, Edinburgh, United Kingdom

Спеціальні покази
- 2014 — XXIV Film Festival Cottbus Special Programme dedicated to Ukraine, Cottbus, Germany
- 2014 — CinEast, Festival du Film d’Europe Centrale, Special Programme «focus on Ukraine», Luxembourg, Luxembourg
- 2014 — Interfilm 30th International Short Film Festival Special Programme «Ukraine Shorts» Berlin, Germany
- 2014 — NexT International Film Festival, Special Programme «Angry Ukrainians», Bucharest, Romania